# Capital Europea de la Cultura

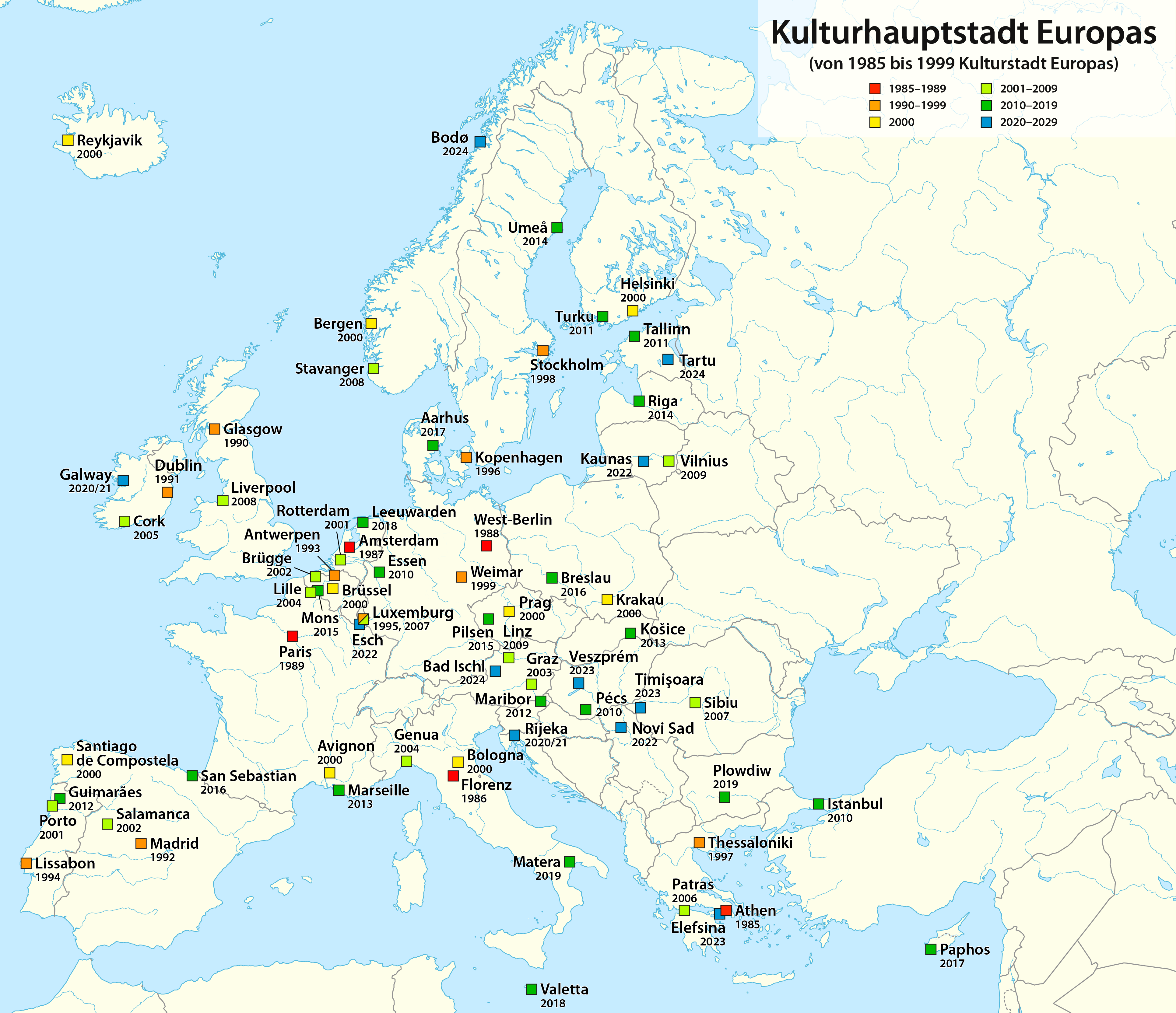

Capital Europea de la Cultura, és un títol conferit per la comissió i el parlament europeu a una o dues ciutats europees, que durant un any tenen la possibilitat de mostrar el seu desenvolupament i vida culturals. Algunes ciutats europees han aprofitat aquesta designació per transformar completament les seves estructures culturals i ser reconegudes en l'àmbit internacional.

## Llista de les ciutats escollides
- 1985: Atenes
- 1986: Florència
- 1987: Amsterdam
- 1988: Berlín (part occidental)
- 1989: París
- 1990: Glasgow
- 1991: Dublín
- 1992: Madrid
- 1993: Anvers
- 1994: Lisboa
- 1995: Ciutat de Luxemburg
- 1996: Copenhaguen
- 1997: Tessalònica
- 1998: Estocolm
- 1999: Weimar
- 2000: Avinyó (Valclusa), Bergen, Bolonya, Brussel·les, Hèlsinki, Cracòvia, Praga, Reykjavík, Santiago de Compostel·la
- 2001: Porto, Rotterdam
- 2002: Salamanca, Bruges
- 2003: Graz
- 2004: Gènova, Lilla
- 2005: Cork
- 2006: Patres
- 2007: Sibiu
- 2008: Liverpool, Stavanger, Sandnes
- 2009: Linz, Vílnius
- 2010: Essen, Istanbul, Pécs
- 2011: Turku, Tallinn
- 2012: Guimarães, Maribor
- 2013: Marsella, Košice
- 2014: Umea, Riga
- 2015: Mons, Plzeň
- 2016: Breslau, Sant Sebastià
- 2017: Pafos, Aarhus
- 2018: La Valletta, Ljouwert
- 2019: Plòvdiv, Matera
- 2020: Rijeka, Galway